# Janina Hettich-Walz
Pour les articles homonymes, voir Hettich.
Janina Hettich-Walz est une biathlète allemande, née le 16 juin 1996, médaillée d'argent sur l'individuel aux championnats du monde en 2024.

## Biographie

### Carrière
Formée au club de ski de Schönwald, Janina Hettich est sélectionnée pour la première fois en équipe nationale allemande pour les Championnats du monde jeunesse 2015. Elle signe son premier podium international sur l'individuel de l'IBU Cup junior à Leinzerheide en 2017, avant de se placer sixième dans la même discipline aux Championnats du monde junior peu de temps après.
Hettich débute au niveau sénior lors de la saison 2017-2018, en IBU Cup. Elle monte sur son premier podium en IBU Cup en janvier 2019 à Leinzerheide, puis obtient la médaille d'argent sur le relais mixte aux Championnats d'Europe 2019 à Minsk. Ces performances lui permettent de faire ses premiers pas en Coupe du monde en fin de saison à Oslo, où elle marque ses premiers points dès sa deuxième course grâce à une 32e place sur la poursuite.
Elle parvient à rentrer dans les points à plusieurs reprises au cours de la saison 2019-2020 (au mieux 23e). Elle décroche un premier podium en relais mixte à Pokljuka avant d'être sélectionnée pour les Championnats du monde 2020 à Antholz, où elle dispute une seule épreuve, le sprint, qu'elle termine à la 65e place. En fin de saison elle se classe 66e du général de la Coupe du monde.
En début de saison 2020-2021, elle signe ses premiers top 20 individuels et termine 10e de sa toute première mass start en Coupe du monde, à Hochfilzen, juste avant la trêve des fêtes de fin d'année. Elle monde sur son premier podium de championnats du monde en 2021 à Pokljuka en Slovénie en obtenant la médaille d'argent du relais avec l'équipe d'Allemagne.
Lors de la saison 2021-2022, elle ne parvient pas à obtenir sa sélection pour les jeux olympiques de Pékin. Elle participe donc aux championnats d'Europe 2022 à Arber au cours desquels elle va décrocher trois médailles, le bronze sur le sprint et l'argent sur la poursuite et sur le relais mixte. Puis elle se classe 2e du second sprint de Nove Mesto en IBU Cup, derrière Irina Kruchinkina, avant de retourner en Coupe du monde en mars pour les trois dernières étapes.
Après un début de saison 2022-2023 en IBU Cup à Idre Fjall où elle signe deux podiums dont une victoire, elle retrouve la Coupe du monde dès la troisième étape au Grand-Bornand. Elle réalise notamment deux top 8 au cours de l'hiver et termine à la trentième place du classement général.
La saison suivante, elle intègre le top 10 et la « cérémonie des fleurs » à plusieurs reprises, mais c'est aux championnats du monde à Nove Mesto en Tchéquie qu'elle se distingue : après des performances quelconques lors du sprint et de la poursuite, elle obtient le 13 février 2024 la médaille d'argent de l'individuel, grâce à un sans faute au tir et une bonne course sur les skis. Un mois plus tard, le 17 mars 2024, elle signe son second podium individuel en terminant deuxième de la mass start de clôture de la Coupe du monde 2023-2024 à Canmore. Elle finit la saison, la meilleure de sa carrière, à la 10e place du classement général.

### Vie privée
En 2022, Janina Hettich se marie à l'intersaison et prend le patronyme Hettich-Walz, nom sous lequel elle poursuit sa carrière. En août 2024, elle annonce mettre en pause sa carrière sportive car elle attend un enfant. Sa fille, prénommée Karlotta, nait le 26 février 2025.

## Palmarès

### Championnats du monde
| Édition / Épreuve       | Individuel               | Sprint | Poursuite | Mass start | Relais                    | Relais mixte | Relais mixte simple |
| ----------------------- | ------------------------ | ------ | --------- | ---------- | ------------------------- | ------------ | ------------------- |
| Antholz-Anterselva 2020 | —                        | 65e    | —         | —          | —                         | —            | —                   |
| Pokljuka 2021           | —                        | 31e    | 34e       | —          | Médaille d'argent, monde  | —            | —                   |
| Oberhof 2023            | 42e                      | 23e    | 20e       | —          | —                         | —            | —                   |
| Nové Město 2024         | Médaille d'argent, monde | 35e    | 25e       | 28e        | Médaille de bronze, monde | —            | —                   |

Légende :
- — : non disputée par Hettich

### Coupe du monde
- Meilleur classement général : 10e en 2024.
- Meilleur résultat individuel : 2e.
- 12 podiums :
  - 2 podiums individuels : 2 deuxièmes places.
  - 9 podiums en relais : 1 victoire, 3 deuxièmes places et 5 troisièmes places.
  - 1 podium en relais mixte : 1 troisième place.

Mis à jour le 17 mars 2024

#### Classements en Coupe du monde
| Saison    | Individuel | Individuel | Sprint | Sprint   | Poursuite | Poursuite | Mass start | Mass start | Général | Général  |
| Saison    | Points     | Position   | Points | Position | Points    | Position  | Points     | Position   | Points  | Position |
| --------- | ---------- | ---------- | ------ | -------- | --------- | --------- | ---------- | ---------- | ------- | -------- |
| 2018-2019 |            |            | -      | nc       | 9         | 80e       |            |            | 9       | 92e      |
| 2019-2020 | 15         | 49e        | 20     | 66e      | 10        | 63e       |            |            | 45      | 66e      |
| 2020-2021 | 45         | 23e        | 133    | 23e      | 94        | 29e       | 106        | 15e        | 379     | 22e      |
| 2021-2022 | '          | 59e        | '      | 43e      | '         | 33e       | '          | 30e        | '       | 37e      |
| 2022-2023 | '          | 25e        | '      | 24e      | '         | 33e       | '          | 35e        | '       | 30e      |
| 2023-2024 | '          | 16e        | '      | 11e      | '         | 12e       | '          | 11e        | '       | 10e      |

### Championnats d'Europe
| Édition / Épreuve | Individuel | Sprint                     | Poursuite                 | Relais mixte              | Relais mixte simple |
| ----------------- | ---------- | -------------------------- | ------------------------- | ------------------------- | ------------------- |
| Ridnaun 2018      | 31e        | 18e                        | 20e                       | —                         | 9e                  |
| Minsk 2019        | 5e         | 27e                        | 11e                       | Médaille d'argent, Europe | —                   |
| Arber 2022        | 6e         | Médaille de bronze, Europe | Médaille d'argent, Europe | Médaille d'argent, Europe | —                   |

Légende :
- : première place, médaille d'or
- : deuxième place, médaille d'argent
- : troisième place, médaille de bronze
- — : non disputée par Hettich

### IBU Cup
- 3 podiums individuels.

### Championnats d'Allemagne
- Gagnante de l'individuel court en 2020.
- Gagnante du sprint en 2021.